# Lindera caesia
Lindera caesia är en lagerväxtart som beskrevs av Caspar Georg Carl Reinwardt och Emilio Huguet del Villar y Serrataco. Lindera caesia ingår i släktet Lindera och familjen lagerväxter. Inga underarter finns listade i Catalogue of Life.